# ポントゥス・ヤンソン
ポントゥス・スヴェン・グスタフ・ヤンソン（Pontus Sven Gustav Jansson、1991年2月13日 - ）は、スウェーデン・スコーネ県アーロフ出身のプロサッカー選手。スウェーデン代表。マルメFF所属。ポジションは、ディフェンダー。

## 経歴

### クラブ
地元クラブでプレーを始め、2006年に15歳でマルメFFのアカデミーに入団した。2009年にプロデビュー。2014年4月、フリーでトリノFCに加入することが発表され、7月に正式に入団した。2016年8月、買い取りオプション付きのレンタルでリーズ・ユナイテッドAFCに加入。すぐにレギュラーに定着し、2016年12月のチャンピオンシップ月間MVPに選ばれた。2017年2月、350万ポンドでリーズに完全移籍。3年契約にサインした。2019年7月、ブレントフォードFCへ3年契約で移籍。
2023年4月14日、シーズン終了後にブレントフォードを退団し、マルメFFに復帰することが発表された。

### 代表
各世代でスウェーデン代表に選出されている。2011年6月2日に行われたU-21ノルウェー代表との試合ではキャプテンマークを巻いた。
2012年1月、スウェーデン代表候補を集めて行われたキャンプに参加した。1月18日に行われたバーレーン代表とのトレーニングマッチでA代表初キャップ。
UEFA EURO 2016ではメンバー入りしたものの出場機会は無かった。

## 代表歴

### 出場大会
- スウェーデン代表
  - 2018 FIFAワールドカップ

### 試合数
- 国際Aマッチ 27試合 0得点（2012年-2020年）[16]

| スウェーデン代表 | 国際Aマッチ | 国際Aマッチ |
| 年               | 出場        | 得点        |
| ---------------- | ----------- | ----------- |
| 2012             | 2           | 0           |
| 2013             | 2           | 0           |
| 2014             | 3           | 0           |
| 2015             | 0           | 0           |
| 2016             | 3           | 0           |
| 2017             | 3           | 0           |
| 2018             | 7           | 0           |
| 2019             | 3           | 0           |
| 2020             | 4           | 0           |
| 通算             | 27          | 0           |

## タイトル

### クラブ
- アルスヴェンスカン (3):

マルメFF: 2010, 2013, 2014
- スヴェンスカ・スーペルクッペン (1):

マルメFF: 2013

### 個人
- フットボールリーグ・チャンピオンシップ月間MVP: 2016年12月
- PFAチャンピオンシップ年間ベストイレブン : 2018-19